# Bari azide
Bari azide là một hợp chất vô cơ có chứa nhóm azide có công thức hóa học là Ba(N3)2. Nó là một muối bari của acid hydrazoic. Giống như hầu hết các hợp chất azide khác, nó rất dễ nổ. Nó ít nhạy cảm với va đập cơ học hơn chì(II) azide.

## Điều chế
Bari azide có thể được điều chế bằng cách cho natri azide phản ứng với một muối bari có thể tan được. Nó cũng có thể được điều chế bằng cách cho acid hydrazoic phản ứng với bari carbonat. Cần cẩn thận để tránh hình thành các tinh thể lớn trong dung dịch vì các tinh thể bari azide sẽ nổ nếu gặp ma sát/va đập hoặc nếu được làm khô hoàn toàn. Sản phẩm phải được bảo quản ngập trong ethanol.

## Sử dụng
Bari azide có thể được sử dụng để điều chế magnesi azide, natri azide, kali azide, lithi azide, rubidi azide và kẽm azide bằng cách cho tác dụng với các muối sulfat tương ứng của chúng:
Ba(N3)2 + Li2SO4 → 2LiN3 + BaSO4
Nó cũng có thể được sử dụng làm nguồn cung cấp nitơ có độ tinh khiết cao bằng cách đun nóng:
Ba(N3)2 → Ba + 3N2
Phản ứng này cũng tạo ra kim loại bari, được sử dụng như một chất nhận trong các ứng dụng chân không.